# 世安智也
世安 智也（よやす ともや、1979年12月19日 - ）は、地方競馬の川崎競馬場秋山重美厩舎に所属していた元騎手。現在は津久井巌厩舎の厩務員。現役時代の勝負服の柄は胴赤・青一本輪、袖青。神奈川県出身、血液型O型。地方競馬教養センター騎手課程第74期生。

## 来歴
2001年9月29日付けで地方競馬騎手免許を取得。同年10月22日第9回川崎競馬第1日目第6競走C1六組条件戦フジノベリファで初騎乗（12頭立て10番人気12着）。同年12月25日第12回川崎競馬第2日目第5競走C3三組条件戦をカワイイエクボで優勝し、10戦目で初勝利（12頭立て1番人気）。
2003年5月31日付けで引退、厩務員へと転身した。
地方通算成績は113戦4勝・2着2回・3着11回、勝率3.5パーセント、連対率5.3パーセント。